# Miguel Aguilera
Miguel Ángel Aguilera Sanhueza (Santiago, 29 de enero de 1963) es un contador chileno, exmilitante del Partido Socialista (PS). Entre 2012 y 2021 ejerció como alcalde de la comuna de San Ramón.
Fue concejal por la misma comuna durante tres períodos consecutivos; desde 1996 a 2008.

## Biografía
Nacido en  San Ramón, es hijo de Juan Aguilera, dirigente de la Empresa de los Ferrocarriles del Estado y María Sanhueza miembro del Partido Socialista de Chile. 
A inicios de los años 1980 ingresó a estudiar Auditoría en la Universidad de La Frontera de Temuco. 

### Trayectoria pública
Desde 1991 se ha desempeñado como contador auditor y ha tenido diferentes responsabilidades en el ámbito del sector público: auditor de la contraloría del Fondo Nacional de Salud (FONASA), asesor del Ministerio del Interior encabezado por el ministro José Miguel Insulza y durante el primer gobierno de la expresidenta Michelle Bachelet, en el cual se desempeñó como contralor del Ministerio del Trabajo y Previsión Social (Chile).
Fue concejal de la comuna de San Ramón durante tres períodos, fue dirigente regional y nacional del Partido Socialista de Chile durante más de 20 años. En las elecciones municipales de 2012 fue elegido alcalde por la comuna de San Ramón con el 50,32% de los votos. En las elecciones de 2016 fue reelecto alcalde por la misma comuna tras obtener el 70,3% de los votos.[cita requerida]

## Delitos de corrupción
Durante 2018 el programa periodístico Informe especial de TVN presentó un reportaje donde se demostrarían vínculos entre Miguel Ángel Aguilera y una red de narcotráfico y delincuencia, iniciándose así un escándalo político y proceso judicial en su contra, conocido como «Caso San Ramón». Para fines de 2017 Aguilera ya había sido expulsado del Partido Socialista.
Durante 2020 la Contraloría General de la República da cuenta que durante la gestión de Aguilera en San Ramón, se cursaron 61 contratos como funcionarios públicos a personas con antecedentes penales, imposibilitadas de ejercer cargos públicos.
El 26 de julio de 2021 el Decimoquinto Juzgado de Garantía de Santiago decretó la prisión preventiva para Miguel Aguilera por los delitos de cohecho reiterado, enriquecimiento ilícito y lavado de dinero mientras ejercía su cargo de alcalde de la comuna de San Ramón.

## Historial electoral

### Elecciones municipales de 2012
- Elecciones municipales de 2012, para la alcaldía de San Ramón[12]

| Candidato                | Pacto                    | Partido | Votos  | %     | Resultado |
| ------------------------ | ------------------------ | ------- | ------ | ----- | --------- |
| Miguel Aguilera Sanhueza | Concertación Democrática | PS      | 14 913 | 50,32 | Alcalde   |
| Miguel Garrido Agüero    | Coalición                | RN      | 8064   | 27,21 |           |
| Jesús Cabedo Ibarra      | Independiente            | Ind.    | 3261   | 11,00 |           |
| Miguel Pino Leyton       | El Cambio por Ti         | PRO     | 2157   | 7,28  |           |
| Victoria Mora Escobar    | Independiente            | Ind.    | 1239   | 4,18  |           |

### Elecciones municipales de 2016
- Elecciones municipales de 2016, para la alcaldía de San Ramón[13]

| Candidato                | Pacto         | Partido | Votos  | %    | Resultado |
| ------------------------ | ------------- | ------- | ------ | ---- | --------- |
| Miguel Aguilera Sanhueza | Nueva Mayoría | PS      | 15 590 | 70,3 | Alcalde   |
| Claudia Lange Farías     | Chile Vamos   | UDI     | 5386   | 24,3 |           |
| Lorenzo Morales Cortés   | Pueblo Unido  | Ind.    | 1215   | 5,5  |           |

### Elecciones municipales de 2021
- Elecciones municipales de 2021, para la alcaldía de San Ramón

| Candidato                  | Pacto                  | Partido | 15-16 de mayo de 2021 | 15-16 de mayo de 2021 | 15-16 de mayo de 2021 | 11 de julio de 2021 | 11 de julio de 2021 | 11 de julio de 2021 |
| Candidato                  | Pacto                  | Partido | Votos                 | %                     | Resultado             | Votos               | %                   | Resultado           |
| -------------------------- | ---------------------- | ------- | --------------------- | --------------------- | --------------------- | ------------------- | ------------------- | ------------------- |
| Miguel Bustamante Araneda  | Frente Amplio          | CS      | 6459                  | 18,57                 |                       | 5480                | 17,35               |                     |
| Gustavo Toro Quintana      | Unidos por la Dignidad | PDC     | 7593                  | 21,83                 |                       | 8280                | 26,21               | Alcalde             |
| David Cabedo Rosas         | Chile Vamos            | RN      | 6332                  | 18,20                 |                       | 5341                | 16,91               |                     |
| Miguel Aguilera Sanhueza   | Independiente          | Ind.    | 8342                  | 23,98                 | Anulado               | 7768                | 24,59               |                     |
| Miguel Pino Leyton         | Independiente          | Ind.    | 2078                  | 5,97                  |                       | 1629                | 5,16                |                     |
| Genaro Balladares Schwaner | Independiente          | Ind.    | 3982                  | 11,45                 |                       | 3092                | 9,79                |                     |